# Arseen Goedertier

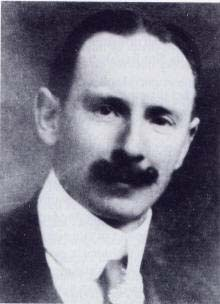
Arseen Goedertier

Arseen Goedertier (* 23. Dezember 1876 in Lede; † 25. November 1934) war ein belgischer Geschäftsmann. Er wird mit dem Diebstahl von zwei Tafeln des Genter Altares, einem der spektakulärsten Kunstdiebstähle in Belgien, in Verbindung gebracht.

## Leben
Arseen Goedertier war eines von zwölf Kindern des Ehepaars Maria und Emile Goedertier. Er hatte in seiner Jugend gesundheitliche Probleme und musste daher die Schule vorzeitig verlassen. Vielleicht spielte aber auch Geldmangel in seiner Familie dabei eine Rolle, nachdem Goedertiers Vater aus Überzeugungsgründen ein gutbezahltes Kirchenamt aufgegeben hatte. Arseen Goedertier zog 1913 nach St. Niklaas und heiratete 1915 Julienne Minne, die aus Paris stammte. Goedertier war wissenschaftlich interessiert. Unter anderem entwarf er ein Fluggerät, das er dem Inhaber der Flugzeugfabrik Breguet anbot. Der Entwurf wurde aber abgelehnt, weil das Gerät zwar flugtüchtig, aber langsam war. Goedertier betätigte sich als Geschäftsmann und Börsenmakler und lehrte zeitweise an einer Wirtschaftsschule. Außerdem gehörte er dem Kirchenvorstand der Kathedrale von St. Baaf in Gent an.
Auf einer politischen Versammlung, die wahrscheinlich in Dendermonde stattfand, erlitt er offenbar einen Herzinfarkt, an dem er wenig später starb.

## Der Diebstahl

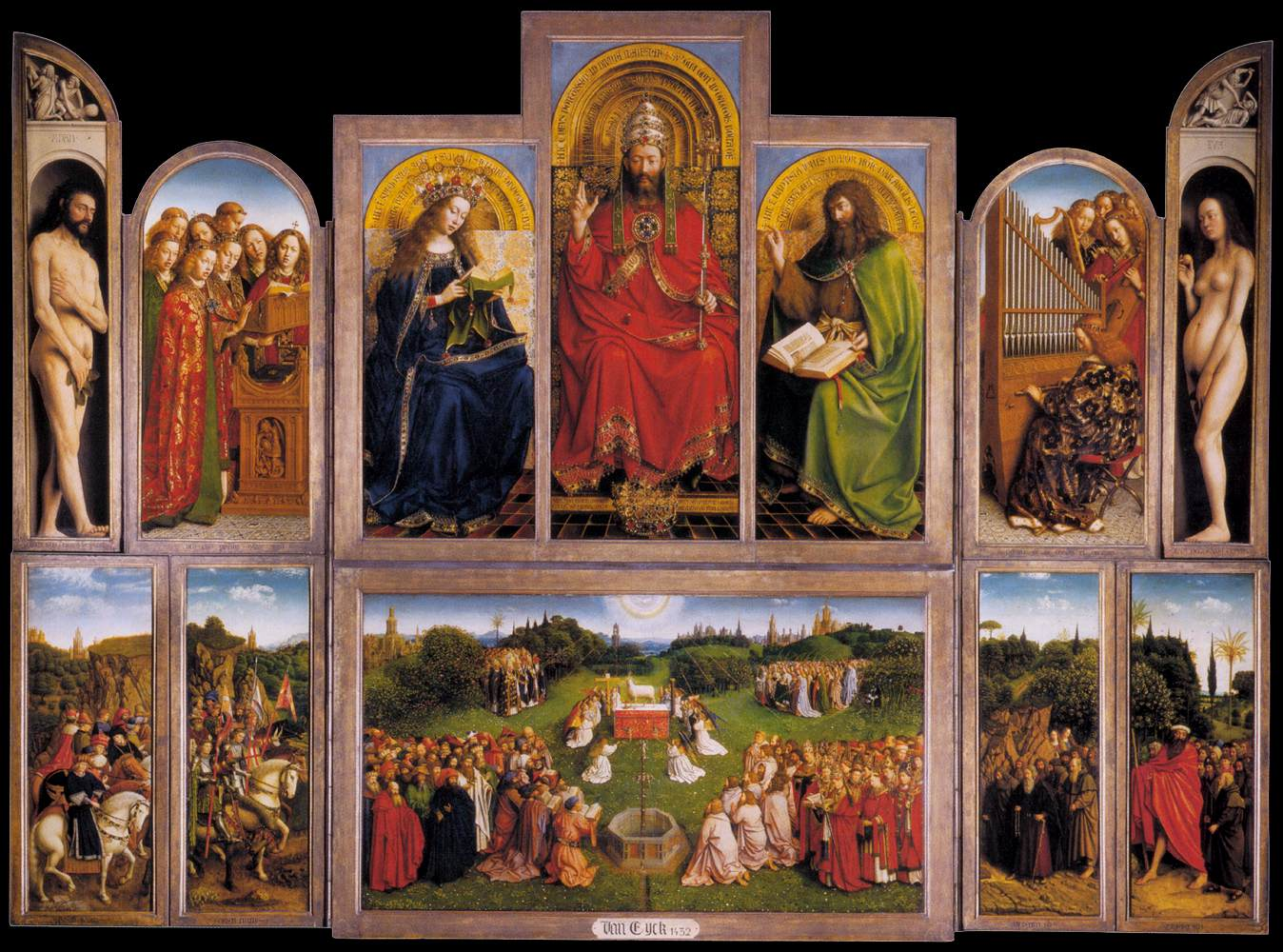
Die Altartafeln der Innenseite, unten links die Gerechten Richter

In der Nacht vom 10. auf den 11. April 1934 wurden zwei Altartafeln mit Gemälden von Hubert und Jan van Eyck aus der Sint-Baafs-Kathedrale in Gent gestohlen, die Gerechten Richter und Johannes der Täufer. Die Eichenholztafel mit den Gerechten Richtern war 149 cm hoch und 55 cm breit.
Für die Kunstwerke wurde brieflich vom Bischof von Gent ein hohes Lösegeld gefordert. Um zu beweisen, dass er im Besitz beider Tafeln war, deponierte der Entführer das weniger wertvolle Gemälde, das Johannes den Täufer zeigte, in der Gepäckaufbewahrung des Brüsseler Nordbahnhofes. Für die Gerechten Richter auf der anderen Tafel forderte er jedoch mit einer Million Belgischer Francs ein so hohes Lösegeld, dass das Bistum sich weigerte zu bezahlen. Stattdessen versuchte der Bischof die Forderung auf 225000 Franc zu drücken, woraufhin in einem Brief angedroht wurde, dass das Bild zerstört werden könnte. Der Fall gehört somit zu den frühesten bekannten Beispielen von Artnapping (wobei diese Bezeichnung seinerzeit noch nicht üblich war).
Bald nach dem Diebstahl schaltete sich Scotland Yard ein. Am 1. Mai 1934 ging ein erster Erpresserbrief beim Bischof von Gent, Monsignore Coppieters, ein. Gefordert wurde eine Million Francs für die Rückgabe beider Tafeln, unterzeichnet war das Schreiben mit „D. U. A.“ Um zu beweisen, dass beide Tafeln in der Gewalt des Briefschreibers waren, sollte dem Bischof das weniger wertvolle Bild von der Außenseite des Altars übergeben werden. Er sollte sein Einverständnis in einer Zeitungsanzeige kundtun, was dann auch erfolgte. Daraufhin erhielt Coppieters einen Gepäckaufbewahrungsschein vom Brüsseler Nordbahnhof und konnte Johannes den Täufer sicherstellen lassen. Das Bild befand sich in einer Verpackung aus schwarzem Öltuch und braunem Papier. Ein weiterer Briefwechsel folgte, in dem die Kirche die Zahlung des hohen Lösegeldes auf Anweisung der Behörden verweigerte. Daraufhin erhielt Pastor Meulepas in Antwerpen den vierten Erpresserbrief. Meulepas übergab einem Taxifahrer am 14. Juli 1934 ein Päckchen mit 25000 Francs und einem Brief. Sein Hausmeister konnte in dem abfahrenden Taxi einen Brillenträger erkennen. Weitere Briefe, über deren Inhalt in der Öffentlichkeit nichts bekannt wurde, folgten, bis am 1. Oktober 1934 der dreizehnte von den erhaltenen vierzehn Briefen wiederum beim Bischof Coppieters einging.
Seit 1945 befindet sich an der Stelle des originalen Gemäldes eine Kopie am Altar in Gent. Es gibt Vermutungen, dass die verschwundene Tafel in der Kathedrale versteckt ist. Der Kunstraub wurde 1956 von Albert Camus in seiner Novelle Der Fall thematisiert.
Durchschläge der Erpresserbriefe wurden von dem Anwalt Georges De Vos nach Goedertiers Tod in dessen Büro gefunden. De Vos gab die Unterlagen an das Amtsgericht weiter, das den Fall geheim zu halten beschloss. Arseen Goedertier war bei einer Versammlung plötzlich zusammengebrochen und in seine Wohnung getragen worden. Auf dem Sterbebett hatte er noch gestanden, den Kunstraub von Gent begangen zu haben bzw. zu wissen, wo sich das Bild befindet. In den letzten Augenblicken seines Lebens versuchte er noch das Versteck der Altartafel zu verraten, doch konnte er nur noch mitteilen, dass das Bild sich an einem für jedermann erreichbaren Ort befinde. Jahrelange Durchsuchungen aller Bauwerke, in denen Goedertier sich aufgehalten haben könnte, brachten kein Ergebnis. Auch eine deutsche Denkmalskommission, die während des Zweiten Weltkriegs nach dem Bild suchte, hatte keinen Erfolg.

## Ermittlungen nach Goedertiers Tod

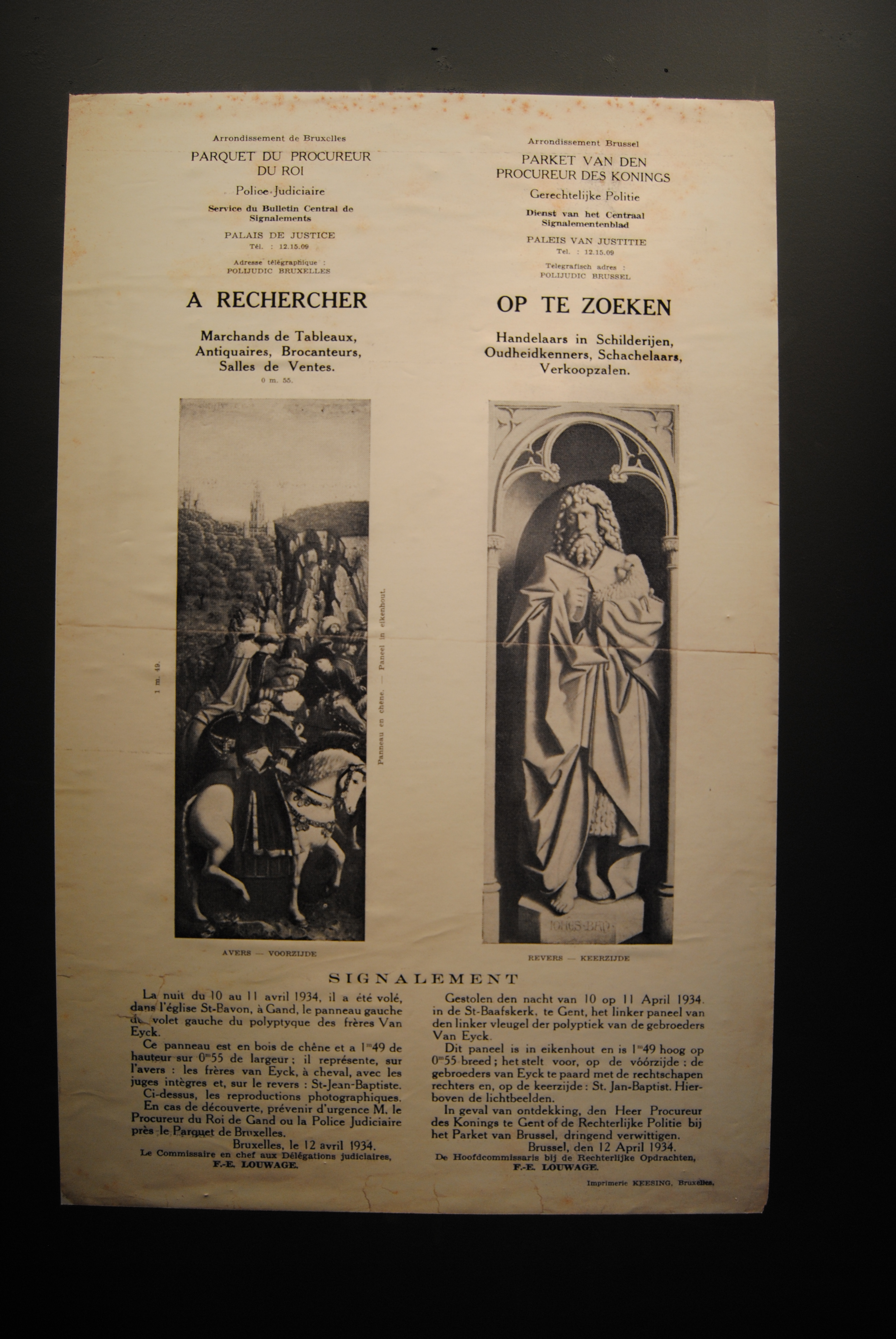
Suchanzeige zu den verschwundenen Bildtafeln

Kurz nach Goedertiers Tod traf dessen jüngster Bruder Valère ein, der sich mit diesem in Dendermonde hatte treffen wollen und offenbar schon zu Lebzeiten seines Bruders nach dem Dieb der Van-Eyck-Bilder hatte forschen wollen, was ihm Arseen Goedertier aber verwehrt hatte. Goedertiers Witwe beteuerte stets, dass ihr Mann, der aufgrund eines Augenleidens nachtblind war, mit dem Kunstraub nichts zu tun gehabt habe, und sein jüngerer Bruder Valère vertrat die Ansicht, er habe zwar den Aufbewahrungsort des Bildes und vielleicht auch die Täter gekannt, sei jedoch an dem Diebstahl nicht beteiligt gewesen. Doch bei der Durchsuchung der Wohnung Arseen Goedertiers wurden Durchschläge der insgesamt dreizehn verschickten und eines noch nicht versandten Erpresserbriefes gefunden. Die Schreibmaschine hatte Goedertier unter dem Decknamen Arseen van Damme gemietet – die Initialen bilden in lateinischen Großbuchstaben ein Anagramm der Buchstaben DUA, mit denen die Briefe unterzeichnet waren. Die Schreibmaschine wurde damals nicht gründlich untersucht, sondern schließlich weggeworfen.
In der Annahme, dass Arseen Goedertier den Diebstahl nicht allein ausgeführt hatte, verdächtigte man zwei Personen als Komplizen: Achille de Swaef, einen Cousin Goedertiers, und Oscar François Joseph Lievens, der einmal mit dessen Schwester Julie de Swaef verheiratet gewesen war. De Swaef starb fünf Tage nach Arseen Goedertier, Lievens im März 1935. Valère Goedertier erfuhr erst kurz vor Lievens Tod, dass seine Verwandten des Diebstahls verdächtigt wurden. Bis zu seinem Tod beschäftigte ihn der Fall. Im Sommer 1942 gab er in einem mehrstündigen Interview seine Erinnerungen und seine Sicht der Geschehnisse zu Protokoll:
Valère Goedertier war 1913 wie sein Bruder nach St. Niklaas gezogen. Damals hatten die beiden Brüder schon viele Geschwister durch Krankheiten verloren. Am Tag nach dem Kunstdiebstahl hatte Arseen Goedertier seinem Bruder gegenüber geäußert, das gestohlene Bild befinde sich wahrscheinlich nach wie vor in der Kathedrale, er werde es wohl selbst innerhalb von acht Tagen finden. Als Valère Goedertier daraufhin seine Hilfe anbot, lehnte er ab. Valère Goedertiers Erinnerung nach war kurz vor dem Diebstahl ein Wechselagent bankrottgegangen, der in der Nähe der Kirche St. Niklaas wohnte. Diesen Bankrottier verdächtigte Valère Goedertier ebenso wie die Priesterschaft.
Valère Goedertier sprach noch einen weiteren Verdacht aus: Nach dem Kunstdiebstahl war seine Wohnung von zwei Beamten namens Luysterborgh und Aerens durchsucht worden, die aber gesagt hatten, sie ermittelten nur inoffiziell. Diesen Aerens hatte schon Arseen Goedertier für einen der Täter gehalten, denn am Tatort in der Kathedrale war ein Handschuh gefunden worden, wie Aerens ihn über einer seiner Hände, die gebrauchsuntauglich war, zu tragen pflegte.
Valère Goedertiers Ansicht nach hatte Arseen Goedertier nicht selbst das Bild gestohlen, aber die Täter identifiziert und möglicherweise auch das wiedergefundene Bild versteckt.
Arseen Goedertier hatte laut Aussage seines Bruders schon in der Vergangenheit Kunstdiebstähle in Kirchen aufgeklärt, so in der Kirche in Wetteren und in der Michaelskirche.
Ob die Erpresserbriefe von Arseen Goedertier verfasst waren, blieb ein Streitpunkt zwischen Valère und Julienne Goedertier, die allerdings beide nicht unmittelbar nach Arseens Tod Einsicht in die Schriftstücke nehmen konnten, sondern nur Teile von Abschriften zu Gesicht bekamen. Während Valère davon ausging, dass Arseen die Briefe geschrieben hatte, hielt sich die Witwe des Börsenmaklers an den vielen orthographischen Fehlern auf, die nicht typisch für die Schreibweise ihres Mannes gewesen seien. Erst während des Interviews 1942 konnte Valère Goedertier die Erpresserbriefe lesen. Interessant war dabei besonders die Passage, es sei nicht möglich, das Bild „zonder de publieke aandacht op de trekken“. Valère Goedertier schloss aus diesen Worten, die Tafel befinde sich an einem öffentlich zugänglichen Ort. Seine Vermutung, das Bild befinde sich bei „Het Pand“ in Gent, hatte sich schon vorher als falsch erwiesen.
Auch die Verbindung zu den anderen möglicherweise Beteiligten konnte Valère Goedertier nicht aufklären: Pastor Meulepas, der einen der Briefe bekommen hatte, wohnte zwar in einer Gegend, in der auch einmal der älteste Bruder der Goedertiers gelebt hatte. Dieser Edmond Goedertier war jedoch schon 1913 verstorben, so dass der räumliche Bezug zur Familie eigentlich hinfällig war. Achille de Swaef wurde von Arseen Goedertier als äußerst unzuverlässig angesehen und wäre deshalb nach Ansicht Valère Goedertiers von diesem niemals für eine riskante Aufgabe herangezogen worden.
Die Suche nach dem Bild hat bis heute kein Ergebnis erbracht. 1990 wurde eine Brücke abgerissen, weil man annahm, die Tafel könne darin eingemauert sein. Auch das Kriegerdenkmal in Melle wurde auseinandergenommen, die Verkleidung hinter dem Altar der Kirche St. Gertrude in Wetteren wurde entfernt, ein Wünschelrutengänger wurde engagiert, doch die Gerechten Richter blieben verschwunden.
Eine Parallele zum wirklichen Geschehen scheint sich in der Handlung des Romans Die hohle Nadel oder die Konkurrenten des Arsène Lupin von Maurice Leblanc zu zeigen. Auch dort geht es um einen Kunstdiebstahl in einer Kirche. In dem Roman wird ein Geheimcode verwendet, wie ihn Arseen Goedertier auch einmal in einer Notiz nutzte, die in seinem Schreibtisch gefunden wurde. Später wurde in einem Genter Antiquariat ein Buch mit dem Titel Die gerechten Richter entdeckt, dessen Seiten unbedruckt waren, das aber auf seiner letzten Seite eine Notiz in demselben Code trug. Sie lautete: „Unter der Kathedrale – kurzer Tag – Treffpunkt von Vogel und Kuh“.